# Jack Cassidy
John Edward Joseph 'Jack' Cassidy (Richmond Hill (Queens), 5 maart 1927 – West Hollywood, 12 december 1976) was een Amerikaans acteur. Hij werd in 1968 genomineerd voor een Primetime Emmy Award voor zijn bijrol als Oscar North in de komedieserie He & She en in 1971 nog eens voor zijn hoofdrol als advocaat Otis Baker in de televisiefilm The Andersonville Trial. Hij won daadwerkelijk een Tony Award in 1964 voor zijn bijrol als Stephen Kodaly in de originele cast van de musical She Loves Me. Cassidy maakte in 1957 zijn acteerdebuut in een aflevering van The United States Steel Hour. Zijn eerste filmrol volgde in 1961, als Gareth Lowell in de dramafilm Look in Any Window.
De Hollywood Walk of Fame kondigde in 2005 aan dat Cassidy postuum een ster kreeg.

## Carrière
Cassidy's acteerloopbaan voor de camera speelde zich vooral af op televisie. Hij speelde in twee keer zoveel televisie- als bioscoopfilms. Bovendien speelde hij naast het wederkerende personage Oscar North in He & She eenmalige gastrollen in afleveringen van meer dan 45 andere series. Voorbeelden hiervan zijn Gunsmoke (in 1958), Alfred Hitchcock Presents (1961), The Dick Powell Show (1962), The Lucy Show (1965), Get Smart (1968), Alias Smith and Jones (1971), Mission: Impossible (1972), Cannon (1974), Hawaii Five-O (1975) en McCloud (1977). Cassidy verscheen in drie afleveringen van de detectiveserie Columbo, drie keer als een moordenaar in een ander personage; daaronder in de allereerste aflevering, geregisseerd door Steven Spielberg.

## Filmografie
*Exclusief 14 televisiefilms
- The Private Files of J. Edgar Hoover (1977)
- W.C. Fields and Me (1976)
- The Eiger Sanction (1975)
- Bunny O'Hare (1971)
- The Cockeyed Cowboys of Calico County (1970)
- The Chapman Report (1962, scènes verwijderd)
- Look in Any Window (1961)

## Televisieseries
*Exclusief eenmalige gastrollen
- That Girl - Marty Haines (1969, twee afleveringen)
- He & She - Oscar North (1967-1968, 26 afleveringen)

## Privé

### Huwelijken en kinderen
Cassidy trouwde in 1948 met actrice Evelyn Ward. Samen met haar kreeg hij in 1950 zoon David Cassidy, die uitgroeide tot tieneridool. Het huwelijk liep in 1956 definitief stuk. Cassidy hertrouwde in 1956 met actrice Shirley Jones. Samen met haar kreeg hij in 1958 zoon Shaun Cassidy, in 1962 zoon Patrick Cassidy en in 1968 zoon Ryan Cassidy. Patrick werd net als zijn ouders televisie- en filmacteur, terwijl zijn broers zich lieten gelden in de filmindustrie als producent (Shaun), decorateur (Ryan) en gelegenheidsacteur (allebei). Het huwelijk tussen Cassidy en Jones eindigde in 1975 in zijn tweede scheiding.

### Overlijden
Cassidy kwam in 1976 om in een huisbrand. Zijn lichaam was onherkenbaar verbrand, maar werd geïdentificeerd aan de hand van zijn gebitsgegevens. Ook droeg hij een zegelring die hij zelf had laten maken.
- Biblioteca Nacional de España: XX1678236
- Bibliothèque nationale de France: cb140345491 (data)
- Catàleg d'autoritats de noms i títols de Catalunya: 981058510299406706
- Gemeinsame Normdatei: 134748743
- International Standard Name Identifier: 0000 0001 2275 6034
- Library of Congress Control Number: nr90013756
- MusicBrainz: 8800d50e-3bc4-4304-8c86-2fd634dd0122
- Nationale Bibliotheek van Tsjechië: xx0152002
- Nationale Bibliotheek van Polen: a0000002841220
- SNAC: w6572jwt
- Virtual International Authority File: 211032
- WorldCat: E39PBJjdcDbBphHDhPg8PypHG3